# Alchemilla woodii
Alchemilla woodii är en rosväxtart som beskrevs av Carl Ernst Otto Kuntze. Alchemilla woodii ingår i släktet daggkåpor, och familjen rosväxter. Inga underarter finns listade i Catalogue of Life.